# Jon Huntsman
Jon Meade Huntsman, Jr., född 26 mars 1960 i Redwood City i Kalifornien, är en amerikansk republikansk politiker och diplomat. Han var Utahs guvernör 2005–2009. Han var USA:s ambassadör i Ryssland 2017–2019.

## Biografi
Jon Huntsman är son till affärsmannen Jon Huntsman som grundade Huntsman Corporation. Hans morfar David B. Haight var apostel inom Jesu Kristi kyrka av sista dagars heliga. Huntsman studerade vid University of Utah och University of Pennsylvania.
Huntsman var USA:s ambassadör i Singapore under president George H.W. Bush. President Barack Obama tillkännagav den 16 maj 2009 att Huntsman nominerats till USA:s ambassadör i Kina, varpå Huntsman tackade ja till utnämningen och avgick som guvernör.
Den 31 januari 2011 lämnade Huntsman in sin avskedsansökan avseende ambassadörsposten i Kina och avgick från sitt ämbete den 30 april samma år.
Enligt flera källor nära Huntsman undersökte han möjligheten att ställa upp i det republikanska primärvalet inför presidentvalet 2012. Efter att ha offentliggjort sig som kandidat, representerande moderata åsikter med stöd för homosexuellas rättigheter och åtgärder mot global uppvärmning på agendan deltog Huntsman i flera debatter och primärval, men misslyckades stort i primärvalen och valde att dra sig ur valet till förmån för Mitt Romney.